# Литический цикл

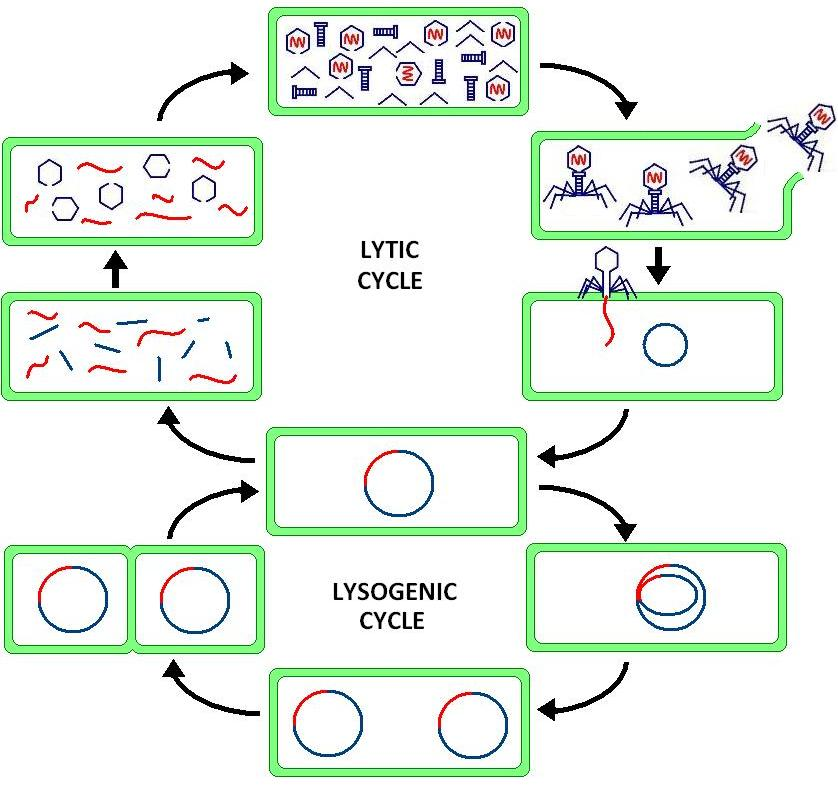
Литический цикл в сравнении с лизогенным

Лити́ческий ци́кл, или лити́ческая инфе́кция (англ. Lytic cycle) — тип жизненного цикла бактериофагов, при котором вскоре после заражения бактериальной клетки вирус воспроизводит себя и далее убивает клетку-хозяина. В ходе литического цикла геномная ДНК (или РНК) фага проникает в клетку-хозяина, где происходит транскрипция вирусных генов и репликация его генетического материала, кроме того, синтезируются белки капсида и прочие вирусные белки, в том числе входящие в состав зрелого вириона. В конце концов наступает лизис клетки, откуда выходят новообразованные вирусные частицы.
В отличие от литического цикла, при лизогенном цикле фаг встраивает свой геном в геном бактерии и удваивается при каждом делении клетки (такая стадия жизненного цикла вируса называется профагом), то есть не убивает клетку-хозяина сразу. Многие фаги могут переходить от литического цикла к лизогенному и обратно.

## Механизм
Инфекционный цикл литического фага можно подразделить на ранний период (события от проникновения в клетку вирусного генома до его репликации) и поздний период (после начала репликации до лизиса клетки и выхода фаговых частиц).
В ходе ранней фазы происходит активный синтез ферментов, которые будут участвовать в репликации вирусного генома. К числу этих ферментов относятся полимеразы нуклеотидов, ферменты рекомбинации и, в некоторых случаях, ферменты, модифицирующие фаговую ДНК. В результате активной репликации РНК или ДНК фага в цитоплазме заражённой бактериальной клетки накапливается множество копий фагового генома, которые вступают в рекомбинацию между собой.
Во время поздней фазы синтезируются белки, которые в будущем войдут в состав фаговых частиц. Для сборки сложно устроенных капсидов требуются вспомогательные белки, которые также кодируются геномом фага, но не включаются в состав вириона. Далее происходит сборка головок и хвостов будущих вирусов, и в это время репликация фагового генома достигает пика своей скорости. Наконец, в пустые головки заходят копии генома, а также присоединяются хвосты. Бактерия-хозяин лизируются, и фаговые частицы выходят наружу.

## Регуляция
Регуляция литического цикла осуществляется каскадно, то есть белки, которые образуются на определённом этапе цикла, прямо или косвенно влияют на экспрессию генов следующего этапа. Выделяют ранние гены, которые экспрессируются в самом начале инфекционного цикла. Они немногочисленны и индуцируют переход к следующей ступени цикла, активируя экспрессию так называемых средних генов. В некоторых случаях при активации образования средних генов ранние гены могут выключиться или же продолжить экспрессироваться. За счёт ранних и средних генов обеспечивается всё необходимое для репликации генома и экспрессии поздних генов: σ-фактор, ферменты репликации и другие белки. Продукты средних генов (в частности, σ-фактор) контролируют экспрессию поздних генов, в число которых входят белки, необходимые для образования и сборки вирионов. Белки-регуляторы литического цикла могут либо запускать экспрессию новых генов с новых промоторов, либо предотвращают остановку РНК-полимеразы клетки-хозяина. На этапе транскрипции фаг может запустить образование нового σ-фактора, благодаря чему РНК-полимераза начинает узнавать новый набор промоторов, или образование новой РНК-полимеразы.
Важную роль в регуляции литического цикла играет антитерминация. В числе ранних или средних генов может активироваться синтез белка — фактора антитерминации, который позволяет РНК-полимеразе продолжать транскрипцию за пределами ранних генов. У фага λ он обозначается pN. Другой антитерминаторный белок фага λ, pQ, который тоже входит в число ранних генов, позволяет РНК-полимеразе переходить к транскрипции поздних генов. Любопытно, что при этом ДНК фага λ замыкается в кольцо, так что поздние гены образуют одну непрерывную транскрипционную единицу.
Баланс между литическим и лизогенным циклом у фага λ зависит от двух белков: репрессора, необходимого для лизогении, и белка Cro, без которого полный литический цикл невозможен. Эти белки синтезируются на ранней стадии и при литическом цикле, и при лизогенном. Эти два белка конкурируют за связывание с определённым оператором. Если белок cII, необходимый для перехода к лизогении, сможет стимулировать образование такого количества репрессора, чтобы он противодействовал Cro, то будет сохраняться лизогения, в противном случае фаг переключится на литическую программу.